# Порховский вестник
Порховский вестник — еженедельная районная газета города Порхова Псковской области.
Под разными названиями («Красный Порхов», «Порховская правда», «Коммунистический труд») выпускается с марта 1918 года.
Газета выходит дважды в неделю, по средам и пятницам, освещает общественно-политическую жизнь города Порхова, корреспонденты газеты присутствуют на большинстве мероприятий района. Публикуются новости Псковской области, местная информация, рекламные материалы, ТВ-программа.
Содержится в основном за счёт местного бюджета. На 2014 год штат: три журналиста, редактор, главбух, «рекламщик», водитель и уборщица.

## История
До Октябрьской революции газеты в Порховском уезде не выходили. Официально появление газеты датируется мартом 1918 года, когда был напечатан первый номер под названием «Красный Порхов», хотя ещё несколько месяцев ранее выпускались в формате больших листовок «Известия Порховского совета рабочих и крестьянских депутатов».
Первый номер газеты имел четыре полосы и был отпечатан в порховской типографии на профессиональном для того времени уровне.

Публикации в нём были на грани фола, написанные чуть ли не матом. Газета бичевала врага не только большевиков, а и всего русского народа, Булак-Балаховича и его воинство, погубивших жизни многих порховичей и разграбивших Никандровский монастырь. Досталось и разного рода «мироедам», угнетающим простой народ. В газете была информация о возрождении порушенной почти за два десятилетия экономики, заметки о рядовых порховичах в городе и деревне; реклама отсутствовала.
Позже газета сменила название на «Порховскую правду», стала органом уездного комитета ВКП(б).
С 1934 года сотрудником газеты был направленный в неё по путёвке комсомола Иван Фёдорович Курчавов — в будущем известный псковский писатель, он проработал в газете три года до призыва в 1937 году в армию. В воспоминаниях писатель рассказывает о том, как он был счастлив, как увлечённо работал и за 3 года взял не более 20 выходных:

 В районе любили свою газету «Порховская правда», которая откликалась на самые злободневные события, поднимала на щит славы лучших и бичевала лодырей и пьяниц.— Иван Фёдорович Курчавов

### В годы войны
Во время Великой Отечественной войны газета на территории района не выходила. Однако, в Серболовских лесах Новгородской области выпускалась подпольная партизанская газета «Народный мститель», главным редактором которой был И.В. Виноградов. В этой газете работал и журналист и будущий главный редактор «Порховской правды» А.И. Шабанов. С мая 1942 года Оперативной группой на Северо-Западном фронте был налажен выпуск газеты «Порховская правда» — орган Порховского райкома партии и райсовета.

На площади в центре города, где так любила гулять молодежь, стоит теперь виселица. Здесь и в других местах гитлеровские бандиты повесили свыше 20 человек. Почти каждый день немцы расстреливают русских людей. В их официальных списках по городу насчитывается 250 расстрелянных и повешенных. А сколько загублено ими в деревнях, сколько не попало в список! В списке нет печника в Холомках, который был убит за выход ночью на улицу. В списке нет Шуры Скарлыгиной, которая была ранена, а потом и убита немецким солдатом. За что? За то, что Шура убежала от преследований фашиста.— «Порховская правда», специальный выпуск для трудящихся Порховского района, 19 июля 1942 года
Довоенный сотрудник газеты «Порховская правда» Шабанов стал прототипом Шубина — героя романа писателя И.Ф. Курчавова «Цветы и железо» (1963) о действиях псковских партизан, основанном на реальных событиях. Это Шабанова разведотдел Северо-Западного фронта направил в стан врага, где он, совестно с Антониной Михайловной Шерпитис, выведенной в романе под именем Танька, успешно выполнил задание, был награждён орденом. Прототипы персонажей писатель раскрыл только в конце 1980-х годов.

### После войны
С освобождением Псковщины, 5 апреля 1944 года газета «Порховская правда» возобновила работу, главным редактором был назначен Н. Миронов.
В 1975 году газета сменила название на «Коммунистический труд», в связи с объединением Порховского, Славковского и Павского районов.
В 1980-х годах газета, возглавляемая Василием Сергеевичем Алексеевым, взяла на вооружение так называемую архангельскую школу вёрстки, в то время образцовую, и само стало образцовым на Псковщине.
В последние годы советского периода тираж приблизился к десятитысячной отметке; конкурировать с газетой могли только редакции в Опочке и в Невеле.
В 1988 году к семидесятилетнему юбилею газеты ограниченным тиражом было выпущено репринтное издание первого номера.
В начале 1990-х годов, после распада СССР, название поменялось на «Порховский вестник», в логотипе появился герб города. Тираж сократился вдвое и с тех пор остаётся на том же уровне — 4000 экземпляров.

## Главные редакторы
- 5 апреля 1944 - 26 марта 1945 года — Н. Миронов
- 26 марта 1945 - 1949 — Пищикова Варвара Александровна
- 1950 – 1957 — Шабанов Александр Иосифович
- 1958 – 1959 — Сергеев Владимир Иванович
- 1959 - 1975 — Федюхин Петр Иванович
- 1975 – 1990 — Алексеев Василий Сергеевич
- 1990 – 2008 — Павлов Виктор Валентинович
- 2008 - 2012 — Петрова Светлана Александровна
- 2012 - н. в. — Рысцова Руслана Евгеньевна